# Queen's Club Championships 1968
I Queen's Club Championships 1968 sono stati un torneo di tennis giocato sull'erba. È stata la 78ª edizione dei Queen's Club Championships. Si è giocato al Queen's Club di Londra in Inghilterra, dal 17 al 22 giugno 1968.

## Campioni

### Singolare maschile
Tom Okker  vs.  Clark Graebner (titolo condiviso).
- Finale cancellata per pioggia